# Niebezpieczne dinozaury
Niebezpieczne dinozaury lub  Gang dinozaurów (ang. Extreme Dinosaurs, 1997–1998) – amerykański serial animowany, bazujący na serii zabawek firmy Mattel, będący oficjalnym spin-offem serialu Rekiny wielkiego miasta (Street Sharks). Bohaterowie wpierw zadebiutowali w Rekinach wielkiego miasta pod nazwą Dino Vengers. Serial opowiadał o przygodach czwórki antropomorficznych dinozaurów o imionach T-Bone, Stegz, Spike i Bullzeye, których głównymi wrogami były trzy raptory. 
W Polsce był emitowany od 1998 roku na stacji RTL 7.

## Fabuła
Akcja serialu rozpoczyna się około 65 milionów lat temu. Na Ziemię przybywa przedstawiciel obcej rasy Quadrainian – Argor Zardok. Poszukuje materiału na posłusznych mu wojowników, z pomocą których będzie mógł zawładnąć wszechświatem. Jest ścigany przez swoich pobratymców.
Pierwszym dziełem Argora Zardoka jest stworzenie czterech dinozaurów: tyranozaura, stegozaura, triceratopsa i pteranodona. Argor poddał je procesowi przyspieszonej ewolucji, przekształcając w istoty rozumne. Te jednak nie zamierzają słuchać jego poleceń, toteż Argor pozbywa się ich, przeprowadzając podobny eksperyment, tym razem na trójce raptorów. W tym samym czasie śladem kosmicznego przestępcy na Ziemię przybywa niewielka ekspedycja Quadrainian, kierowana przez Chedrę Bodzak. Jej zadaniem jest schwytanie Argora. Dochodzi do walki, w której cztery pierwsze przekształcone przez Argora dinozaury stają po stronie stróżów prawa, zaś raptory po stronie swojego stwórcy.
W trakcie walki jeden z raptorów, Bad Rap, używa użyczonej mu przez Argora niszczycielskiej broni, czego skutkiem jest katastrofa i wyginięcie niemal wszystkich dinozaurów. Argor opuszcza Ziemię, pozostawiając raptory na pastwę losu. Cztery stworzone przez Argora dinozaury oraz Quadrainianka Chedra przeżywają kataklizm, zamykając się wewnątrz statku w kapsułach kriogenicznych i popadając w hibernację.
Budzą się ze snu dopiero w czasach współczesnych. Przeżywają szok, ponieważ nie ma już dinozaurów, a Ziemia opanowana jest przez inteligentne ssaki – ludzi. Pozbawione przywództwa Argora raptory zaczynają działać na własną rękę, planując spowodowanie globalnego ocieplenia i przywrócenie Ziemi do stanu z okresu mezozoiku, tak, aby planetę mogły na powrót opanować wielkie gady. Natomiast ich rywale, nazywani Niebezpiecznymi Dinozaurami, starają im się w tym przeszkodzić, wespół z Chedrą krzyżując im plany.

## Postacie
Niebezpieczne dinozaury
- Tibo (ang. T-Bone) – tyranozaur, nieformalny lider grupy, jest zawsze skupiony na zadaniu, ma zdolność do wprawiania ziemi we wstrząsy uderzeniami stopy (może to wykonywać samodzielnie, lub wespół z innymi członkami drużyny). Głosu postaci użyczył Scott McNeil.
- Stego (ang. Stegz) – stegozaur, obeznany w rozmaitych dziedzinach wiedzy. W walce potrafi zwinąć się w toczący kłębek, używając tarcz na swoim grzbiecie jak piły tarczowej. Głosu postaci użyczył Sam Khouth.
- Bycze Oko (ang. Bullzeye) – pteranodon, typ lekkoducha, leniwy i beztroski. Oprócz zdolności lotu, Bullzeye potrafi atakować falami dźwiękowymi, wydając z siebie rozdzierający skrzek. Głosu postaci użyczył Jason Gray-Stanford.
- Spike – triceratops, uzdolniony wojownik, a jego twarda głowa pozwala mu przebijać się przez większość materiałów. Wykazuje także przejawy subtelności, i chociaż chętnie walczy, to spędza również wiele czasu, zajmując się ogrodem. Głosu postaci użyczył Cusse Mankuma.
- Hardrock – ankylozaur. Dołączył do grupy Niebezpiecznych Dinozaurów później. Pochodzi z innego świata, z natury jest łagodny i przyjacielski, jednak w razie potrzeby potrafi dobrze walczyć. Głosu postaci użyczył Blu Mankuma.

Raptory
- Buźka (ang. Bad Rap) – raptor o pomarańczowym ubarwieniu, wyróżniający się urządzeniem na pysku, lider grupy. Jest bezwzględny i brutalny, dąży do spowodowania globalnego ocieplenia i sprowadzenia Ziemi do stanu z ery dinozaurów. Od Argora otrzymał mocowaną na nadgarstku broń dezintegracyjną, którą traci w pierwszym odcinku i odtąd polega na sile swoich własnych mięśni. Głosu użyczył mu Gary Chalk.
- Żyleta (ang.Haxx) – ciemnobrązowy raptor z ogonem zastąpionym cybernetycznym implantem. Jest najmniej inteligentnym z występujących w serialu dinozaurów, przez co często nie jest w stanie wykonać zadania. Od Argora otrzymał mocowane na nadgarstku urządzenia, generujące energetyczne ostrza, zdolne przeciąć każdy materiał. Głosu użyczył mu Lee Tockar.
- Pluj (ang. Spittor) – fioletowoczerwony raptor, najbardziej inteligentny w grupie, zdolny do opracowywania wyrafinowanych urządzeń i planów. Od Argora otrzymał miotacz żrącego kwasu, wystrzeliwanego z dysz umieszczonych na nadgarstkach, w pysku i na ogonie. Kwas może zniszczyć dowolny materiał, ale jest nieszkodliwy dla żywych organizmów, wyczerpuje się w pierwszym odcinku, co zmusza Spittora do opracowywania dlań zastępstwa. Głosu użyczył mu Terry Klassen[4].

## Wersja polska
Wersja z polskim lektorem i angielskim dubbingiem.
- Wersja polska: RTL 7
- Czytał: Henryk Pijanowski